# Pleurotomella frigida
Pleurotomella frigida é uma espécie de gastrópode do gênero Pleurotomella, pertencente a família Raphitomidae.
Ocorre na região da Antártica.

## Descrição
A concha é pequena, de cor branca translúcida. A protoconcha é grande, elevada e bem inflada, com uma superfície granulada muito fina. A espiral do corpo é muito grande, larga e bem inflada. A sutura é ligeiramente constrita e a rampa sutural é ligeiramente convexa sem cordão espiral. P. frigida possui uma rádula pequena.